# Maillet (Allier)
Maillet is een voormalige gemeente in het Franse departement Allier in de regio Auvergne-Rhône-Alpes en telde 364 inwoners (2004).

## Geschiedenis
Op 1 januari 2016 fuseerde Maillet met Givarlais en Louroux-Hodement tot de huidige gemeente Haut-Bocage. Deze gemeente maakt deel uit van het arrondissement Montluçon.

## Geografie
De oppervlakte van Maillet bedraagt 25,8 km², de bevolkingsdichtheid is 14,1 inwoners per km².
De onderstaande kaart toont de ligging van Maillet (Allier) met de belangrijkste infrastructuur en aangrenzende gemeenten.

## Demografie
Onderstaande figuur toont het verloop van het inwonertal.
Vanwege een beveiligingsprobleem met de MediaWiki Graph-software is het momenteel niet mogelijk deze grafiek weer te geven. Zodra de software is bijgewerkt zal de grafiek vanzelf weer zichtbaar worden.